# Jean Domat

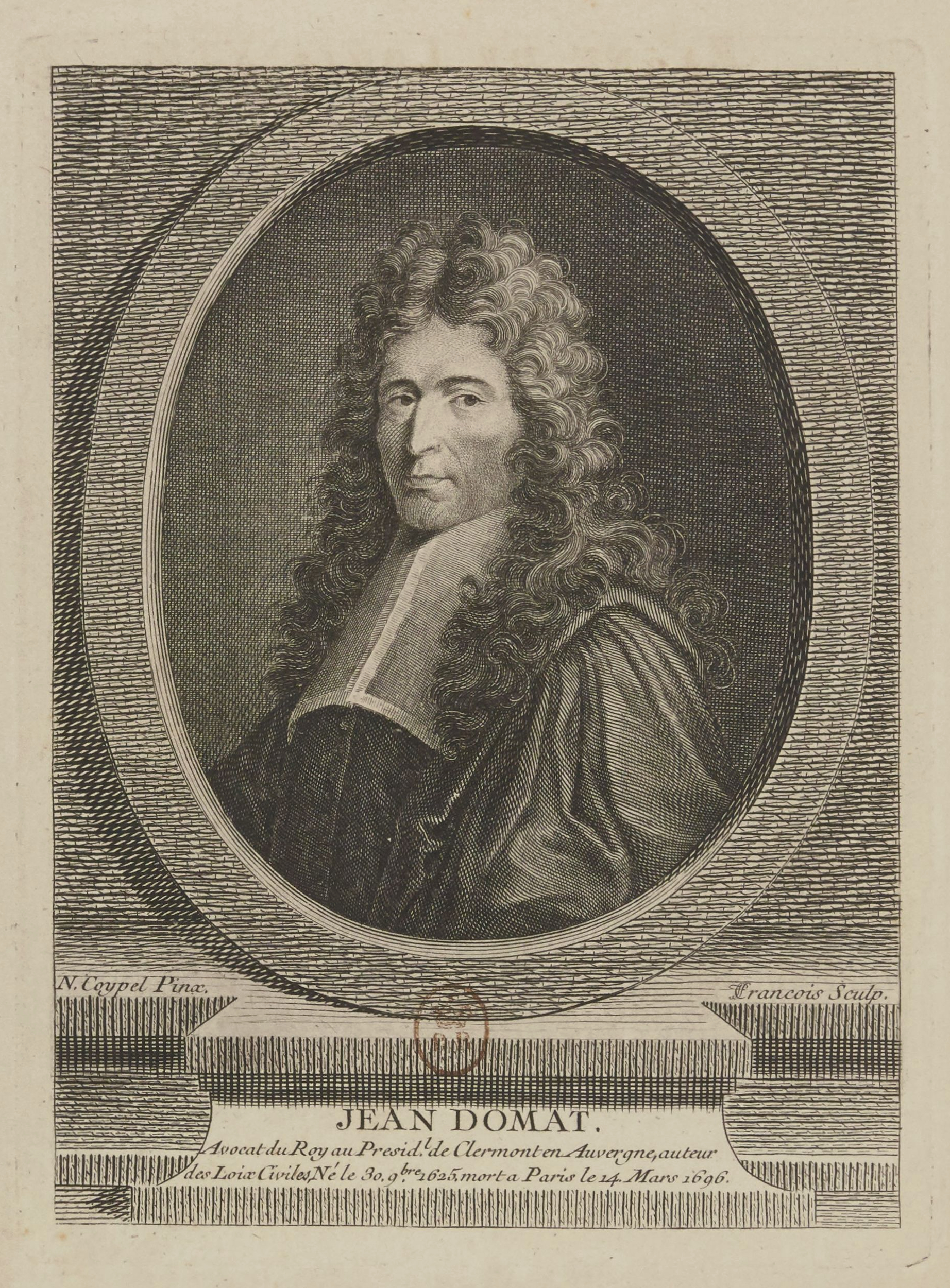
Jean Domat

Jean Domat, o Daumat (30 de noviembre de 1625 - 14 de marzo de 1696), jurisconsulto francés, nacido en Clermont-Ferrand en Auvernia. 
Es el responsable del movimiento racionalista en la Francia del siglo XVII, y le dará un impulso decisivo. 
Fue abogado del rey en el présidial de Clermont, y consagró toda su vida al estudio de la jurisprudencia y el derecho. Compatriota y amigo de Blaise Pascal, Domat pertenece al movimiento jansenista de Port-Royal. 
Domat tuvo un objetivo: presentar al derecho francés como una unidad coherente e inteligible. Para él, todas las disfunciones proceden de “la incertidumbre de las normas”, del “desorden de las leyes”. Desea racionalizar el derecho francés, y para eso, sigue el movimiento de codificación de los principios generales comenzada con Charles Dumoulin (1500 - 1566). 
Luis XIV le concederá una pensión de 2.000 libras para que prosiga sus trabajos.

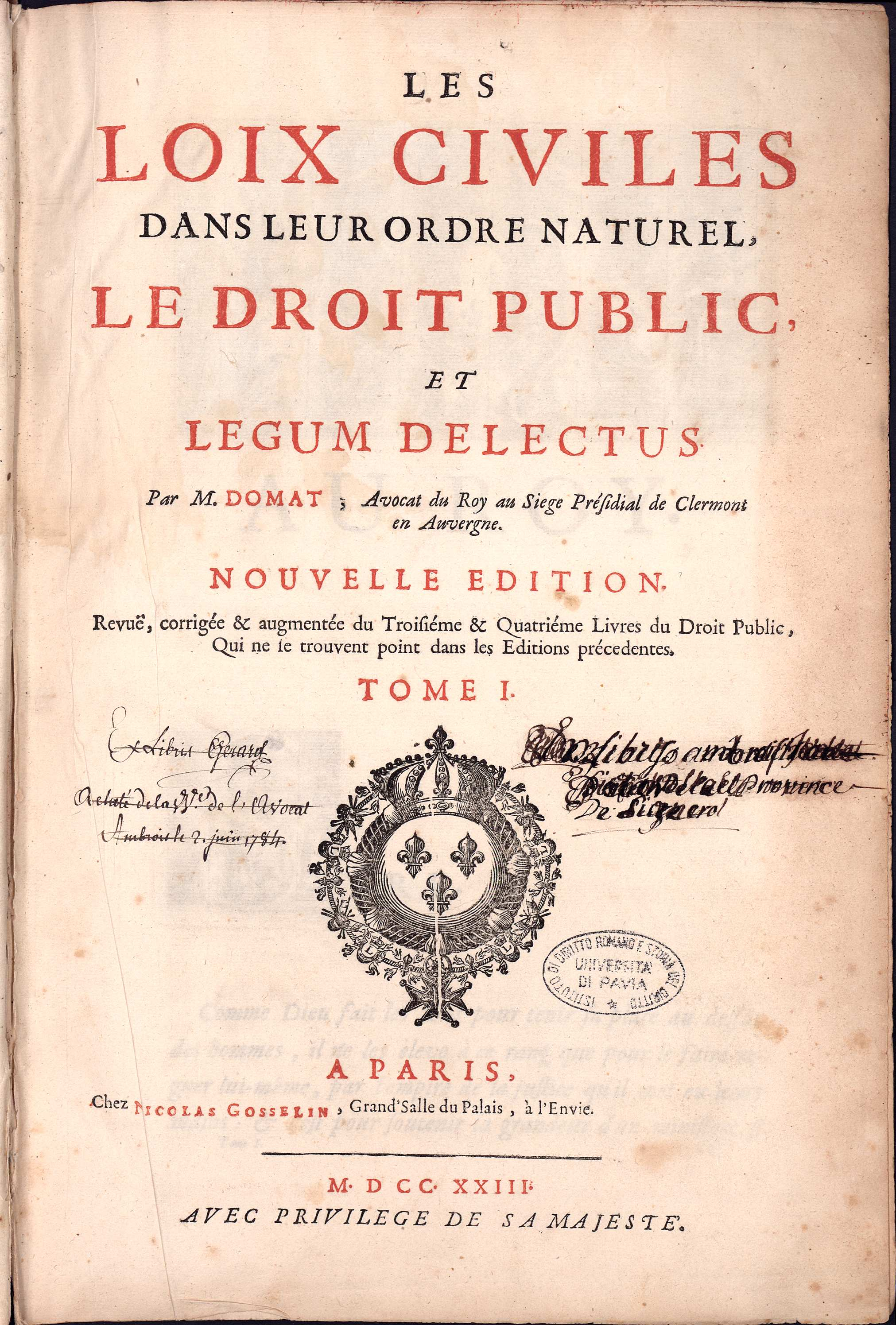
Le loix civiles dans leur ordre naturel, 1723.